# Burnaby-Edmonds (circonscription britanno-colombienne)
Circonscription électorale provinciale du Canada
Burnaby-Edmonds est une ancienne circonscription provinciale de la Colombie-Britannique représentée à l'Assemblée législative de la Colombie-Britannique de 1979 à 2024.

## Géographie
En 2020, la circonscription comprenait la partie sud de la ville de Surrey.

## Liste des députés
| Législature                                                                                     | Années                                           | Député                                           | Député                                           | Parti                                            |
| Burnaby-Edmonds Circonscription issue de Burnaby                                                | Burnaby-Edmonds Circonscription issue de Burnaby | Burnaby-Edmonds Circonscription issue de Burnaby | Burnaby-Edmonds Circonscription issue de Burnaby | Burnaby-Edmonds Circonscription issue de Burnaby |
| ----------------------------------------------------------------------------------------------- | ------------------------------------------------ | ------------------------------------------------ | ------------------------------------------------ | ------------------------------------------------ |
| 28e                                                                                             | 1966–1969                                        |                                                  | Gordon Dowding                                   | Néo-démocrate                                    |
| 29e                                                                                             | 1969–1972                                        |                                                  | Gordon Dowding                                   | Néo-démocrate                                    |
| 30e                                                                                             | 1972–1975                                        |                                                  | Gordon Dowding                                   | Néo-démocrate                                    |
| 31e                                                                                             | 1975–1979                                        |                                                  | Raymond Loewen                                   | Créditiste                                       |
| 32e                                                                                             | 1979–1983                                        |                                                  | Rosemary Brown                                   | Néo-démocrate                                    |
| 33e                                                                                             | 1983–1986                                        |                                                  | Rosemary Brown                                   | Néo-démocrate                                    |
| 34e                                                                                             | 1986–1991                                        |                                                  | David Mercier                                    | Créditiste                                       |
| 35e                                                                                             | 1991–1996                                        |                                                  | Fred Randall                                     | Néo-démocrate                                    |
| 36e                                                                                             | 1996–2001                                        |                                                  | Fred Randall                                     | Néo-démocrate                                    |
| 37e                                                                                             | 2001–2005                                        |                                                  | Patty Sahota                                     | Libéral                                          |
| 38e                                                                                             | 2005–2009                                        |                                                  | Raj Chouhan (en)                                 | Néo-démocrate                                    |
| 39e                                                                                             | 2009–2013                                        |                                                  | Raj Chouhan (en)                                 | Néo-démocrate                                    |
| 40e                                                                                             | 2013–2017                                        |                                                  | Raj Chouhan (en)                                 | Néo-démocrate                                    |
| 41e                                                                                             | 2017–2020                                        |                                                  | Raj Chouhan (en)                                 | Néo-démocrate                                    |
| 42e                                                                                             | 2020–2024                                        |                                                  | Raj Chouhan (en)                                 | Néo-démocrate                                    |
| Circonscription abolie, voir Burnaby South-Metrotown, Burnaby-New Westminster et Burnaby Centre |                                                  |                                                  |                                                  |                                                  |